# Parafia św. Katarzyny Aleksandryjskiej w Piławie Dolnej
Parafia św. Katarzyny Aleksandryjskiej w Piławie Dolnej znajduje się w dekanacie piławskim w diecezji świdnickiej. Była erygowana w XVI wieku. Jej proboszczem jest ks. Leszek Baranowski.